# Издания «Древней российской вивлиофики»

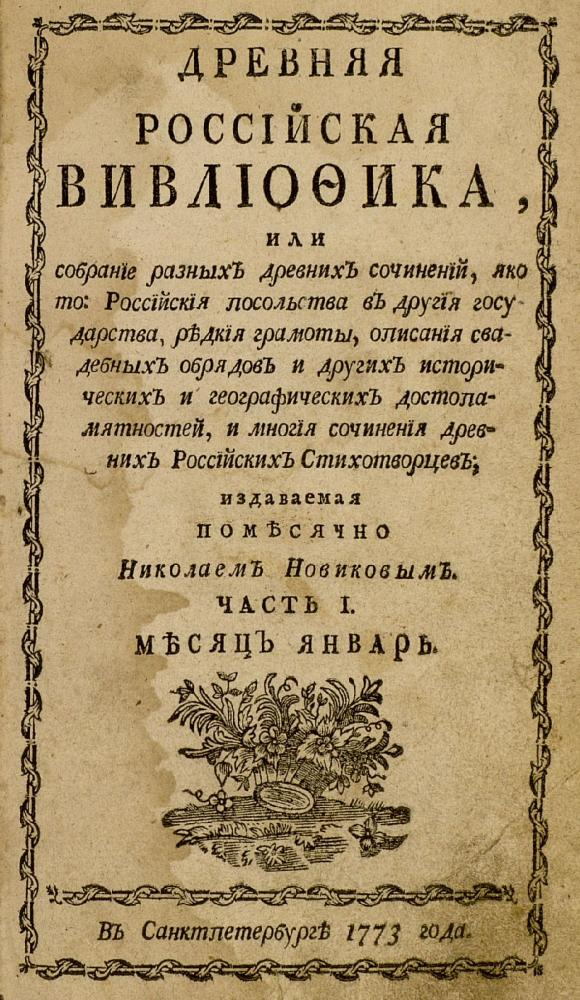
Титульный лист части первой, январь 1773 года

«Дре́вняя росси́йская вивлио́фика» — многотомное издание древнерусских исторических источников, предпринятое Н. И. Новиковым. Первое издание библиотеки-серии в 10 частях было осуществлено в 1773—1775 годах в Петербурге, но по ряду причин прервалось. В первый год издания тома распространялись по подписчикам отдельными выпусками, позднее стали высылаться целиком; подписчикам так и не были высланы два последних выпуска. После того, как Н. И. Новиков занял пост директора Московской университетской типографии, в 1788—1791 годах серия была расширена до 20 частей. Во втором издании публикуемые документы были упорядочены по предметам и хронологии, хотя при этом почти отсутствовали комментарии и указатель, что вызывало нарекания археографов начала XIX века. В 1890-х годах «Древняя российская вивлиофика» первого издания была перепечатана земской публичной библиотекой города Мышкина Ярославской губернии.
Оба первоначальных издания «Вивлиофики» оцифрованы и выложены на сайте Российской государственной библиотеки и представлены в следующем ниже списке.

## Издание первое
- Древняя российская вивлиофика, или Собрание разных древних сочинений, яко то: российския посольства в другия государства, редкия грамоты, описания свадебных обрядов и других исторических и географических достопамятностей, и многия сочинения древних российских стихотворцев; Издаваемая помесячно Николаем Новиковым. — Санктпетербург : Тип. Акад. наук, 1773. — Кн. 1. Месяц январь-[юний]. — 1-378, 399—462, 465—475, [3] с.
- Древняя российская вивлиофика, или Собрание разных древних сочинений, яко то: российския посольства в другия государства, редкия грамоты, описания свадебных обрядов и других исторических и географических достопамятностей, и многия сочинения древних российских стихотворцев; Издаваемая помесячно Николаем Новиковым. — Санктпетербург : Тип. Акад. наук, 1773. — Кн. 2. Месяц июлий-[декабрь]. — 478, [2] с.
- Древняя российская вивлиофика, или Собрание разных древних сочинений, яко то: российския посольства в другия государства, редкия грамоты, описания свадебных обрядов и других исторических и географических достопамятностей, и многия сочинения древних российских стихотворцев; Издаваемая помесячно Николаем Новиковым. — Санктпетербург : Тип. Акад. наук, 1774. — Кн. 3. Месяц январь-[март]. — VIII, 462 с.
- Древняя российская вивлиофика, или Собрание разных древних сочинений, яко то: российския посольства в другия государства, редкия грамоты, описания свадебных обрядов и других исторических и географических достопамятностей, и многия сочинения древних российских стихотворцев; Издаваемая помесячно Николаем Новиковым. — Санктпетербург : Тип. Акад. наук, 1774. — Кн. 4. Месяц априль-[юний]. — [4], 1-292, [2], 293—384 с.
- Древняя российская вивлиофика, или Собрание разных древних сочинений, яко то: российския посольства в другия государства, редкия грамоты, описания свадебных обрядов и других исторических и географических достопамятностей, и многия сочинения древних российских стихотворцев; Издаваемая помесячно Николаем Новиковым. — Санктпетербург : Тип. Акад. наук, 1774. — Кн. 5. Месяц юлий-[септемврий]. — [2], 419, [1] с.
- Древняя российская вивлиофика, или Собрание разных древних сочинений, яко то: российския посольства в другия государства, редкия грамоты, описания свадебных обрядов и других исторических и географических достопамятностей, и многия сочинения древних российских стихотворцев; Издаваемая помесячно Николаем Новиковым. — Санктпетербург : Тип. Акад. наук, 1774. — Кн. 6. Месяц октоврий-[декемврий]. — [2], 1-166, [2], 167—469, 370 с.
- Древняя российская вивлиофика, или Собрание разных древних сочинений, яко то: российския посольства в другия государства, редкия грамоты, описания свадебных обрядов и других исторических и географических достопамятностей, и многия сочинения древних российских стихотворцев; Издаваемая помесячно Николаем Новиковым. — Санктпетербург : Тип. Акад. наук, 1775. — Кн. 7. — [8], 444 с.
- Древняя российская вивлиофика, или Собрание разных древних сочинений, яко то: российския посольства в другия государства, редкия грамоты, описания свадебных обрядов и других исторических и географических достопамятностей, и многия сочинения древних российских стихотворцев; Издаваемая помесячно Николаем Новиковым. — Санктпетербург : Тип. Акад. наук, 1775. — Кн. 8. — [4], 478 с.
- Древняя российская вивлиофика, или Собрание разных древних сочинений, яко то: российския посольства в другия государства, редкия грамоты, описания свадебных обрядов и других исторических и географических достопамятностей, и многия сочинения древних российских стихотворцев; Издаваемая помесячно Николаем Новиковым. — Санктпетербург : Тип. Акад. наук, 1775. — Кн. 9. — [6], 522 с.
- Древняя российская вивлиофика, или Собрание разных древних сочинений, яко то: российския посольства в другия государства, редкия грамоты, описания свадебных обрядов и других исторических и географических достопамятностей, и многия сочинения древних российских стихотворцев; Издаваемая помесячно Николаем Новиковым. — Санктпетербург : Тип. Акад. наук, 1775. — Кн. 10. — [4], 423 с.

## Издание второе
- Древняя российская вивлиофика, содержащая в себе: собрание древностей российских, до истории, географии и генеалогии российския касающихся / Изданная Николаем Новиковым, членом Вольнаго Российскаго собрания при Императорском Московском университете. — Издание второе, вновь исправленное, умноженное и в порядок хронологической по возможности приведенное. — Москва : В типографии Компании типографической, 1788. — Кн. 1. — XVI, 1-235, 235—238, 259, 241—446 с.
- Древняя российская вивлиофика, содержащая в себе: собрание древностей российских, до истории, географии и генеалогии российския касающихся / Изданная Николаем Новиковым, членом Вольнаго Российскаго собрания при Императорском Московском университете. — Издание второе, вновь исправленное, умноженное и в порядок хронологической по возможности приведенное. — Москва : В типографии Компании типографической, 1788. — Кн. 2. — VI, 446 с.
- Древняя российская вивлиофика, содержащая в себе: собрание древностей российских, до истории, географии и генеалогии российския касающихся / Изданная Николаем Новиковым, членом Вольнаго Российскаго собрания при Императорском Московском университете. — Издание второе, вновь исправленное, умноженное и в порядок хронологической по возможности приведенное. — Москва : В типографии Компании типографической, 1788. — Кн. 3. — XI, 476 с.
- Древняя российская вивлиофика, содержащая в себе: собрание древностей российских, до истории, географии и генеалогии российския касающихся / Изданная Николаем Новиковым, членом Вольнаго Российскаго собрания при Императорском Московском университете. — Издание второе, вновь исправленное, умноженное и в порядок хронологической по возможности приведенное. — Москва : В типографии Компании типографической, 1788. — Кн. 4. — [3], 1-400, 417—432, 417—564 с.
- Древняя российская вивлиофика, содержащая в себе: собрание древностей российских, до истории, географии и генеалогии российския касающихся / Изданная Николаем Новиковым, членом Вольнаго Российскаго собрания при Императорском Московском университете. — Издание второе, вновь исправленное, умноженное и в порядок хронологической по возможности приведенное. — Москва : В типографии Компании типографической, 1788. — Кн. 5. — [3], 432 с.
- Древняя российская вивлиофика, содержащая в себе: собрание древностей российских, до истории, географии и генеалогии российския касающихся / Изданная Николаем Новиковым, членом Вольнаго Российскаго собрания при Императорском Московском университете. — Издание второе, вновь исправленное, умноженное и в порядок хронологической по возможности приведенное. — Москва : В типографии Компании типографической, 1788. — Кн. 6. — V, 506 с.
- Древняя российская вивлиофика, содержащая в себе: собрание древностей российских, до истории, географии и генеалогии российския касающихся / Изданная Николаем Новиковым, членом Вольнаго Российскаго собрания при Императорском Московском университете. — Издание второе, вновь исправленное, умноженное и в порядок хронологической по возможности приведенное. — Москва : В типографии Компании типографической, 1788. — Кн. 7. — [3], 484 с.
- Древняя российская вивлиофика, содержащая в себе: собрание древностей российских, до истории, географии и генеалогии российския касающихся / Изданная Николаем Новиковым, членом Вольнаго Российскаго собрания при Императорском Московском университете. — Издание второе, вновь исправленное, умноженное и в порядок хронологической по возможности приведенное. — Москва : В типографии Компании типографической, 1789. — Кн. 8. — [4], 1-384, 384—399, 401—475 с.
- Древняя российская вивлиофика, содержащая в себе: собрание древностей российских, до истории, географии и генеалогии российския касающихся / Изданная Николаем Новиковым, членом Вольнаго Российскаго собрания при Императорском Московском университете. — Издание второе, вновь исправленное, умноженное и в порядок хронологической по возможности приведенное. — Москва : В типографии Компании типографической, 1789. — Кн. 9. — [3], 494 с.
- Древняя российская вивлиофика, содержащая в себе: собрание древностей российских, до истории, географии и генеалогии российския касающихся / Изданная Николаем Новиковым, членом Вольнаго Российскаго собрания при Императорском Московском университете. — Издание второе, вновь исправленное, умноженное и в порядок хронологической по возможности приведенное. — Москва : В типографии Компании типографической, 1789. — Кн. 10. — [2], 470 с.
- Древняя российская вивлиофика, содержащая в себе: собрание древностей российских, до истории, географии и генеалогии российския касающихся / Изданная Николаем Новиковым, членом Вольнаго Российскаго собрания при Императорском Московском университете. — Издание второе, вновь исправленное, умноженное и в порядок хронологической по возможности приведенное. — Москва : В типографии Компании типографической, 1789. — Кн. 11. — [2], 448 с.
- Древняя российская вивлиофика, содержащая в себе: собрание древностей российских, до истории, географии и генеалогии российския касающихся / Изданная Николаем Новиковым, членом Вольнаго Российскаго собрания при Императорском Московском университете. — Издание второе, вновь исправленное, умноженное и в порядок хронологической по возможности приведенное. — Москва : В типографии Компании типографической, 1789. — Кн. 12. — [2], 5, 1-462, 7 с.
- Древняя российская вивлиофика, содержащая в себе: собрание древностей российских, до истории, географии и генеалогии российския касающихся / Изданная Николаем Новиковым, членом Вольнаго Российскаго собрания при Императорском Московском университете. — Издание второе, вновь исправленное, умноженное и в порядок хронологической по возможности приведенное. — Москва : В типографии Компании типографической, 1790. — Кн. 13. — [4], 459 с.
- Древняя российская вивлиофика, содержащая в себе: собрание древностей российских, до истории, географии и генеалогии российския касающихся / Изданная Николаем Новиковым, членом Вольнаго Российскаго собрания при Императорском Московском университете. — Издание второе, вновь исправленное, умноженное и в порядок хронологической по возможности приведенное. — Москва : В типографии Компании типографической, 1790. — Кн. 14. — [6], 496 с.
- Древняя российская вивлиофика, содержащая в себе: собрание древностей российских, до истории, географии и генеалогии российския касающихся / Изданная Николаем Новиковым, членом Вольнаго Российскаго собрания при Императорском Московском университете. — Издание второе, вновь исправленное, умноженное и в порядок хронологической по возможности приведенное. — Москва : В типографии Компании типографической, 1790. — Кн. 15. — VIII, 438 с.
- Древняя российская вивлиофика, содержащая в себе: собрание древностей российских, до истории, географии и генеалогии российския касающихся / Изданная Николаем Новиковым, членом Вольнаго Российскаго собрания при Императорском Московском университете. — Издание второе, вновь исправленное, умноженное и в порядок хронологической по возможности приведенное. — Москва : В типографии Компании типографической, 1791. — Кн. 16. — VIII, 434 с.
- Древняя российская вивлиофика, содержащая в себе: собрание древностей российских, до истории, географии и генеалогии российския касающихся / Изданная Николаем Новиковым, членом Вольнаго Российскаго собрания при Императорском Московском университете. — Издание второе, вновь исправленное, умноженное и в порядок хронологической по возможности приведенное. — Москва : В типографии Компании типографической, 1791. — Кн. 17. — [2], 2, 455 с.
- Древняя российская вивлиофика, содержащая в себе: собрание древностей российских, до истории, географии и генеалогии российския касающихся / Изданная Николаем Новиковым, членом Вольнаго Российскаго собрания при Императорском Московском университете. — Издание второе, вновь исправленное, умноженное и в порядок хронологической по возможности приведенное. — Москва : В типографии Компании типографической, 1791. — Кн. 18. — [3], 436 с.
- Древняя российская вивлиофика, содержащая в себе: собрание древностей российских, до истории, географии и генеалогии российския касающихся / Изданная Николаем Новиковым, членом Вольнаго Российскаго собрания при Императорском Московском университете. — Издание второе, вновь исправленное, умноженное и в порядок хронологической по возможности приведенное. — Москва : В типографии Компании типографической, 1791. — Кн. 19. — IV, 418 с.
- Древняя российская вивлиофика, содержащая в себе: собрание древностей российских, до истории, географии и генеалогии российския касающихся / Изданная Николаем Новиковым, членом Вольнаго Российскаго собрания при Императорском Московском университете. — Издание второе, вновь исправленное, умноженное и в порядок хронологической по возможности приведенное. — Москва : В типографии Компании типографической, 1791. — Кн. 20. — [3], 442 с.

## Провинциальное переиздание
- Новиков Николай. Древняя российская вивлиофика или собрание разных древних сочинений, яко то: российские посольства и другие государства, редкие граматы, описания свадебных обрядов и других исторических и географических достопамятностей и многие сочинения древних русских стихотворцев, издававшаяся ежемесячно Николаем Новиковым в С.-Петербурге в 1773—75 г. В 10 тт. — Мышкин: Типография П. Анисимова, 1891—1898. 22 × 15 см.